# La guerra civil en Francia
La guerra civil en Francia (en alemán: Der Bürgerkrieg in Frankreich) fue un panfleto escrito por Karl Marx a modo de declaración oficial del Consejo General de la Asociación Internacional de los Trabajadores sobre el carácter y significación de la lucha de los comuneros en la Comuna de París.

## Historia

### La escritura del panfleto

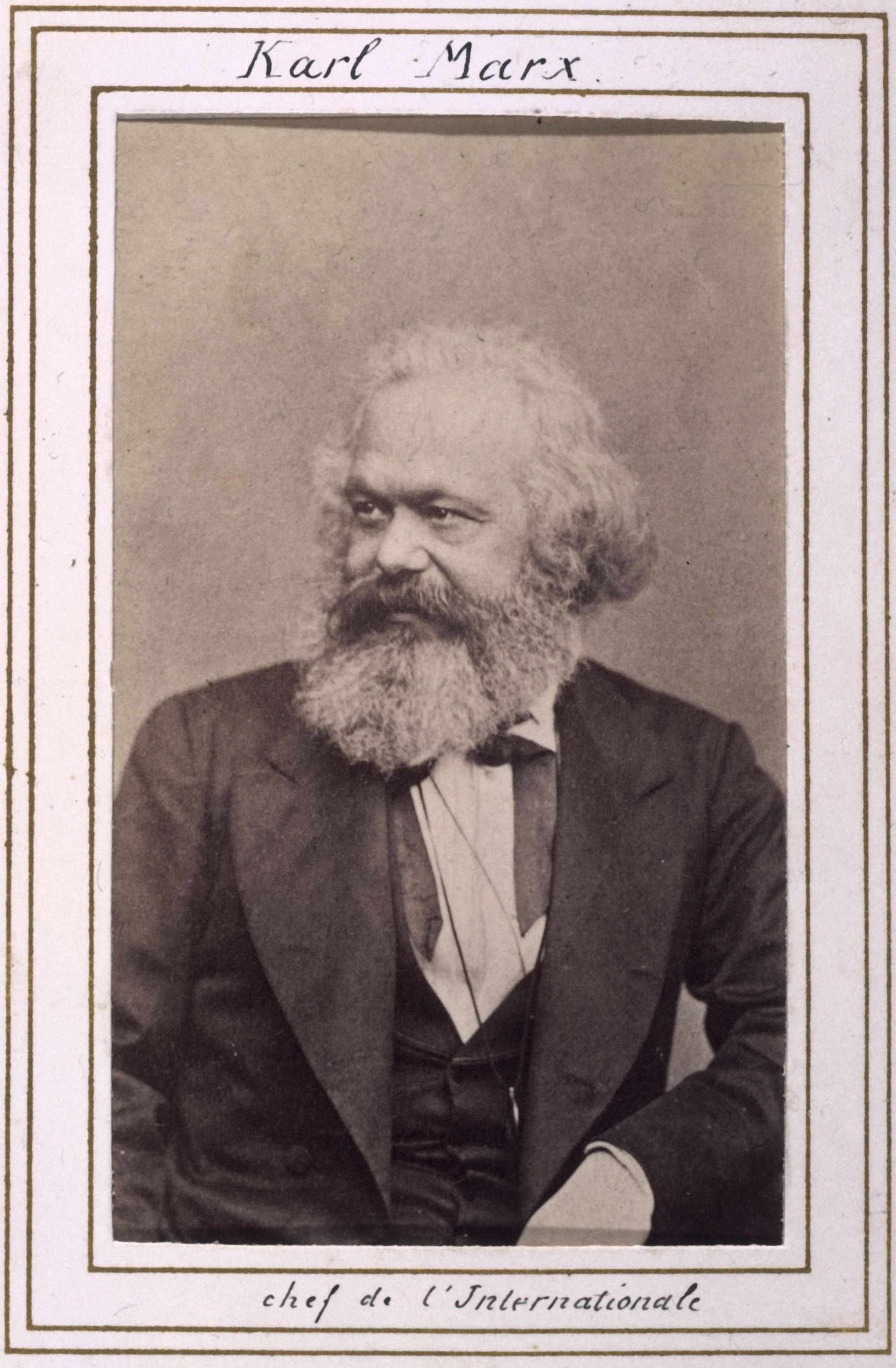
Karl Marx en 1871.

Entre mediados de abril y finales de mayo de 1871, Karl Marx, quien entonces residía en Londres, recopiló recortes de periódicos en inglés, francés y alemán sobre la progresión de la Comuna de París, que enfrentó a los trabajadores radicales de París y las fuerzas conservadoras de Versalles.
Marx tenía acceso a publicaciones francesas sostenidas por la Comuna y a una variedad de periódicos próximos a la burguesía publicados en Londres en inglés o en francés, así como a las interpretaciones personales de los acontecimientos de personalidades de primera línea de la Comuna como Paul Lafargue y Piotr Lavrov.
La idea original de Marx era escribir un discurso a los trabajadores de París, y formuló una proposición en esta línea al consejo general de la Asociación Internacional de los Trabajadores el 28 de marzo de 1871, una propuesta que logró la aprobación unánime. La evolución de los acontecimientos condujo a Marx a pensar que el documento debía estar dirigido a la clase obrera del mundo, y en la reunión del 18 de abril hizo circular esta proposición, subrayando su voluntad de escribir sobre la «tendencia general de la lucha». La proposición fue aprobada, y a partir de entonces Marx empezó a escribir el documento. Las partes principales del texto parecen haber sido escritas entre el 6 y el 30 de mayo de 1871. El texto original se escribió en inglés.

### Publicación
La primera edición del panfleto, un folleto de apenas 35 páginas, fue publicado en Londres alrededor del 13 de junio de 1871 con el título The Civil War in France: Address of the General Council of the International Working-Men's Association (La guerra civil en Francia: manifiesto de la Asamblea General de la Asociación Internacional de los Trabajadores). Solo se imprimieron 1000 ejemplares de la primera edición, que se agotaron con rapidez, a lo que siguió una segunda edición más económica con una tirada de 2000 ejemplares. En agosto de 1871 se publicó la tercera edición, en la que Marx corrigió algunas incorrecciones. El panfleto se tradujo al francés, alemán, ruso, italiano, español, neerlandés, flamenco, croata, danés y polaco y se publicó tanto en forma de panfleto como en periódicos de varios países entre 1871 y 1872. La versión en alemán fue traducida por Friedrich Engels y publicada por fascículos en el periódico Der Volkstaat entre junio y julio de 1871, y en Der Vorbote entre agosto y octubre de 1871. El Volkstaat publicó el mismo año en Leipzig una edición del panfleto en forma de separata.
En el quinto aniversario de la caída de la Comuna de París, se reeditó la edición en alemán del panfleto, en cuya traducción Engels realizó algunas correcciones menores. La segunda edición también fue publicada en Leipzig por la Genossenschaftsbuchdrukerei. En 1891, en el 20.º aniversario de la Comuna de París, Engels compiló una nueva edición de la obra. Escribió una introducción en la que subrayaba la relevancia histórica de la experiencia de la Comuna de París y su generalización teórica por parte de Marx en La guerra civil en Francia, y aportaba información adicional sobre la actividad de los comuneros, en particular sobre los blanquistas y proudhonistas. Engels también decidió incluir material anterior realizado por Marx para la Internacional, añadiendo elementos históricos suplementarios a partir de los escritos sobre la guerra francoprusiana.

## Consecuencias teóricas
La historia de la Comuna de París permitió a Marx revaluar la importancia de algunos de sus escritos anteriores. En el prefacio al Manifiesto comunista de 1872, Marx y Engels escribirían:

Ya el propio Manifiesto advierte que la aplicación práctica de estos principios dependerá en todas partes y en todo tiempo de las circunstancias históricas existentes, razón por la que no se hace especial hincapié en las medidas revolucionarias propuestas al final del capítulo II. Si tuviésemos que formularlo hoy, este pasaje presentaría un tenor distinto en muchos respectos. Este programa ha quedado a trozos anticuado por efecto del inmenso desarrollo experimentado por la gran industria en los últimos veinticinco años, con los consiguientes progresos ocurridos en cuanto a la organización política de la clase obrera, y por el efecto de las experiencias prácticas de la revolución de febrero en primer término, y sobre todo de la Comuna de París, donde el proletariado, por vez primera, tuvo el Poder político en sus manos por espacio de dos meses.

Es el pasaje anterior el que trató de mostrar el proceso de toma del poder estatal por parte de los trabajadores. Tras la publicación de La guerra civil en Francia,

La comuna ha demostrado, principalmente, que “la clase obrera no puede limitarse a tomar posesión de la máquina del Estado en bloque, poniéndola en marcha para sus propios fines”.

Este pasaje suscita una brecha entre los marxistas leninistas y los socialdemócratas, al interpretar su significado de forma distinta. Las corrientes marxistas libertarias subrayarían posteriormente la habilidad de la clase trabajadora de fraguar su propio destino sin necesidad de la mediación o ayuda de un partido o de un Estado revolucionario. Para Lenin, «[e]l pensamiento de Marx consiste en que la clase obrera debe destruir, romper la “máquina estatal existente” y no limitarse simplemente a apoderarse de ella». Sin embargo, para los socialdemócratas, la crónica de Marx refleja su convicción de que la revolución en París fue un fracaso, y que una revolución no es necesaria para colmar las necesidades de la dictadura del proletariado.